# Osornophryne simpsoni
Osornophryne simpsoni es una especie de anfibio anuro de la familia Bufonidae.

## Distribución geográfica
Esta especie es endémica de Ecuador.
Habita en las cercanías del parque nacional Llanganates a 2250 m sobre el nivel del mar en el lado este de la Cordillera Oriental en:
- la parte occidental de la provincia de Pastaza en la reserva de Ankaku;
- el este de la provincia de Tungurahua en la Reserva del río Zuñac.[2]

## Descripción
Los machos miden de 17 a 26 mm y las hembras 33 mm.
El dorso, la cabeza y las extremidades son de color marrón oscuro a marrón claro con áreas más brillantes. Los flancos son de color naranja y amarillo, la garganta de color amarillo cremoso con pequeñas marcas oscuras y el vientre es de color marrón anaranjado.

## Etimología
Esta especie lleva el nombre en honor a Nigel Simpson por su acción en favor de la protección de los bosques nublados en Ecuador.

## Publicación original
- Páez-Moscoso, Guayasamin & Yánez-Muñoz, 2011: A new species of Andean toad (Bufonidae, Osornophryne) discovered using molecular and morphological data, with a taxonomic key for the genus. ZooKeys, n.º 108, p. 73-97[3]